# Volvox aureus
Volvox aureus es una especie de algas verdes que habitan en aguas dulces la cual es perteneciente a la familia Volvocaceae. Estas algas viven en colonias dioicas, constituidas por unas 300 a 3200 células y con un diámetro que oscila ente 5 a 8 micras.

## Descripción
Volvox aureus forma colonias esféricas (diámetro de aproximadamente 0,5 mm) de al menos 200 a 3200 células individuales (diámetro de entre cinco y ocho micras). Las células individuales son casi circulares y están interconectadas por fibras finas de plasma o haces de plasma. Los cloroplastos acumulan almidón y poseen pigmentos fotosintéticos como clorofila a y b, además de ß-caroteno. A diferencia de otras algas verdes, dentro de las células de Volvox solo existen dos vacuolas contráctiles. Los dos flagelos salen de cada célula a través de pequeños orificios a través de la fina lámina gelatinosa las recubre. En el interior de la colonia existen de cuatro a diez colonias de proliferación.
Dentro de la colonia hay dos tipos de células, las sexuales (llamadas gonidias) y las células somáticas.

## Reproducción

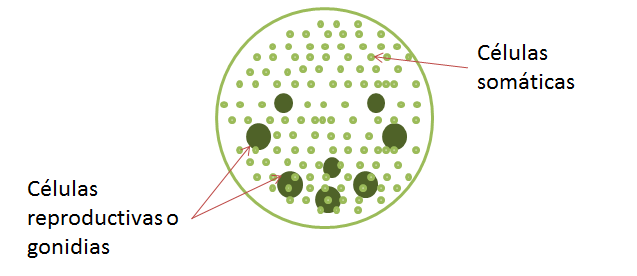
Esquema de la Estructura de Volvox

Por reproducción asexual, la gonidia comienza a multiplicarse varias veces hasta formar una bola hueca de células con flagelos en los polos (acrocontos) localizada dentro de la esfera hueca de la colonia madre. Las colonias hijas son liberadas por evaginación provocando la rotura y muerte de la colonia madre.
La reproducción sexual se produce a través de la fertilización del óvulo (oogamia). Volvox aureus es dioico, es decir, hay colonias masculinas y femeninas. Las colonias masculinas producen paquetes de esperma tabulares que son posteriormente liberados, y las colonias femeninas, por su parte, forman huevos esféricos. Tras la fecundación se genera la colonia.

## Hábitat
Volvox aureus suele habitar en aguas dulces eutróficas y estancadas. Durante el día, las colonias se le localiza más en la superficie de la charca, mientras que por la noche se trasladan a zonas más profundas.

## Distribución
Volvox aureuses una especie de amplia distribución global. Se le ha señalado para los siguientes países: Australia, Brasil, China, España, Estados Unidos, Japón, Nueva Zelanda, Pakistán, Portugal, Reino Unido, Rumanía y  Singapur.